# Louka u Litvínova
Louka u Litvínova là một làng thuộc huyện Most, vùng Ústecký, Cộng hòa Séc.